# Hernals
Hernals ([hɛʁˈnals]ⓘ) is het 17de district van Wenen. Het district werd in 1892 gevormd door de voorheen zelfstandige gemeenten Hernals, Dornbach en Neuwaldegg.

## Bekende personen
- François Sébastien de Croix de Clerfayt (1733-1798), veldmaarschalk

## Stedenband
- Fuchū (Japan)